# Condensat fermionique
Un condensat fermionique est un ensemble de fermions identiques qui présente une phase de superfluidité à basse température. C'est l'équivalent pour les fermions des condensats de Bose-Einstein pour les bosons.
Les premiers condensats de Bose-Einstein moléculaires furent produits en 1995, ouvrant la voie à l'étude des condensats quantiques. En 1999, l'équipe de Deborah Jin, refroidit pour la première fois un gaz de fermions dans le régime de dégénérescence quantique mais l'interaction entre particules n'était pas suffisamment forte pour montrer une transition de phase. Le premier condensat fermionique a été trouvé en 2003, par la même équipe, en utilisant des champs magnétiques pour renforcer les interactions,,.

## Gaz idéal de fermions

Distribution de Fermi-Dirac.

Le comportement d'un gaz de fermions dégénéré n'est plus décrit par la physique classique mais par la physique quantique.
Du fait du principe d'exclusion de Pauli, les fermions identiques, caractérisées par leur spin demi-entier, tels qu'électrons, neutrons, protons, neutrinos, quarks, etc. ne peuvent pas occuper le même état quantique. Il en résulte qu'en dessous d'une température suffisamment basse, les prédictions de la physique classique (distribution statistique de Maxwell-Boltzmann) perdent leur sens, puisqu'elles prévoient que les états de plus basse énergie sont occupés par plusieurs particules.
Un gaz entre dans ce régime purement quantique lorsque sa température est suffisamment basse et la densité numérique est large. Par définition, la température en dessous de laquelle la physique classique n'est plus pertinente est appelée la température de Fermi.
Le modèle du gaz idéal de fermions est un système thermodynamique composé de particules fermioniques qui n'interagissent pas. Ces particules obéissent à la statistique de Fermi-Dirac.
{\displaystyle {\overline {n}}={\frac {N}{g}}={\frac {1}{e^{\frac {\varepsilon -1}{\alpha }}+1}}\,,\quad \varepsilon ={\frac {E}{\mu }}\,,\quad \alpha ={\frac {k_{\rm {B}}T}{\mu }}};
où :
- N est la population de particules d'énergie E dans un volume de référence V,

- μ le potentiel chimique,

- g la dégénérescence,

- et kB la constante de Boltzmann.

Pour les faibles températures α < 1 (voir figure) seul l'état fondamental est peuplé : il y a dégénérescence et le système est décrit par la mécanique quantique. ε = 1 définit l'énergie de Fermi EF = μ correspondante à limite d'énergie.
On peut calculer la quantité de mouvement correspondant à cette limite
{\displaystyle p_{\rm {F}}=\hbar \left({\frac {6\pi ^{2}n}{g}}\right)^{\frac {1}{3}}\,,\quad n={\frac {N}{V}}}.
La pression P, obtenue par intégration dans l'intervalle (0, pF) est
{\displaystyle P={\frac {\hbar ^{2}}{5m}}\left({\frac {6\pi ^{2}}{g}}\right)^{\frac {2}{3}}n^{\frac {5}{3}}},
où m est la masse de la particule. La pression est indépendante de la température.
La théorie quantique prévoit qu'à température nulle, si le gaz contient N particules, les N états de plus basse énergie sont chacun occupés par exactement un fermion, les autres étant vides. L'énergie-seuil à partir de laquelle l'occupation des états devient nulle est par définition l'énergie de Fermi EF ; la température de Fermi TF est simplement l'énergie de Fermi divisée par la constante de Boltzmann.
Un gaz idéal de fermions ne peut pas subir de condensation ou autre changement de phase. Les interactions sont donc importantes pour obtenir un condensat fermionique.

### Gaz idéal dans un potentiel harmonique
Pour un gaz de fermions identiques, piégé dans un potentiel harmonique de pulsation {\displaystyle \omega }, on a
{\displaystyle E_{\rm {F}}=k_{\rm {B}}T_{\rm {F}}=(6N)^{1/3}\hbar \omega .}
Les gaz de fermions ultrafroids produits actuellement contiennent typiquement 105 atomes piégés à une fréquence de l'ordre de 100 Hz. La température de Fermi est alors de l'ordre du microkelvin.

## Refroidissement d'un gaz de fermions
Le refroidissement d'un gaz de fermions est plus difficile que celui d'un gaz de bosons. En effet, en dessous d'une température de l'ordre du millikelvin, c'est-à-dire bien avant d'entrer dans le régime dégénéré, les collisions entre fermions identiques dans le même état interne sont fortement inhibées par le principe d'exclusion de Pauli, ce qui limite l'efficacité du refroidissement par évaporation. Deux voies ont été empruntées pour contourner cette limitation : on prépare le gaz dans un mélange d'états internes avant l'évaporation, et les collisions se font entre atomes d'états internes différents, ou bien on refroidit le gaz par thermalisation avec un gaz de bosons simultanément présent. On parle alors de « refroidissement sympathique ».
On parvient ainsi à produire un gaz de 104 à 106 atomes fermioniques à une température de l'ordre de 0.2 TF.

### Interactions
Les interactions entre fermions identiques dans le même état interne sont fortement inhibées à basse température. Cependant on peut préparer un mélange ultra-froid de fermions identiques dans deux états de spin différents ; les collisions entre atomes de spins différents sont alors autorisées[réf. souhaitée]. La plupart des études faites à ce jour concernent des gaz à deux espèces de spin en proportions égales.
De plus, on peut exploiter le phénomène de résonance de Feshbach pour varier à souhait la force des interactions en plongeant le gaz dans un champ magnétique ajustable. Selon la valeur des interactions, les atomes peuvent s'apparier en molécules qui forment alors un condensat de Bose-Einstein, s'apparier en paires de Cooper pour former un état BCS (Bardeen-Cooper-Schrieffer, voir ci-dessous), et, dans le cas intermédiaire, former un état à N corps complexe qui résiste aux études théoriques et qui pourrait s'avérer intéressant pour l'étude de la supraconductivité à haute température critique.

## Condensat de Bose-Einstein de molécules

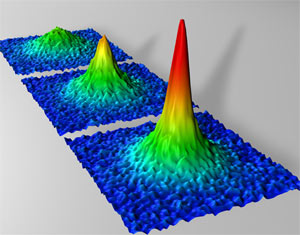
Images par absorption après expansion libre d'un ensemble de fermions en interaction forte : aux plus basses températures, on observe un pic caractéristique d'un condensat de Bose-Einstein.

En 2003, l'équipe de Deborah S. Jin, du Joint Institute for Laboratory Astrophysics (JILA) du NIST et de l'Université du Colorado à Boulder, parvint à refroidir un gaz de fermions (du 40K) en deçà de la température de dégénérescence dans le régime d'interaction forte. Les atomes se regroupent alors en paires, c'est-à-dire forment des « molécules ». Ces dernières ont un comportement bosonique et peuvent donc former un condensat de Bose-Einstein (BEC), comprenant environ 500 000 molécules à une température de 50 nK.

## Condensat de phase Bardeen-Cooper-Schrieffer
Lorsque les atomes d'états internes s'attirent faiblement, ils s'apparient en paires de Cooper, un objet très différent d'une molécule. Chaque paire est constituée de deux atomes d'impulsions opposées, et est délocalisée dans l'espace des positions. Le condensat dans son ensemble forme un état proposé théoriquement par John Bardeen, Leon N. Cooper et John R. Schrieffer, aussi connue comme la théorie BCS , afin d'expliquer la supraconductivité de certains métaux à basse température. Une bande interdite est ouverte dans le spectre des excitations possibles, c'est-à-dire qu'on ne peut créer une excitation dans le système dont l'énergie est inférieure à une valeur strictement positive. Ce dernière bande est directement relié au caractère supra du condensat.

## La transition BEC-BCS
Dans le régime intermédiaire entre le condensat de molécules et l'état BCS qui sont deux cas limites simplement descriptibles, le système forme un état complexe à N corps fortement intriqué. Les théories de type champ moyen décrivent qualitativement le comportement de l'ensemble de fermions mais échouent à faire des prédictions quantitatives. Seules les simulations numériques de type méthode de Monte-Carlo parviennent à décrire précisément les propriétés du système.
Ce régime est atteint expérimentalement en exploitant le phénomène de résonance de Feshbach. En plongeant le gaz dans un champ magnétique adéquat, la force des interactions entre atomes est choisie par l'expérimentateur. Selon le champ imposé, on peut se placer dans le régime BEC, BCS, ou intermédiaire.
A basse température on observe une transition de phase vers un état superfluide et l'apparition d'une bande interdite dans les excitations possibles du fluide ; cependant, contrairement à la transition BCS, la bande interdite apparaît à une température plus haute que la superfluidité. Ces deux notions sont donc clairement distinctes.
En plus de la motivation théorique de compréhension d'un système quantique complexe modèle, ce système présente un caractère superfluide particulièrement robuste. En effet, la température de transition de phase entre l'état normal et l'état superfluide est haute, de l'ordre de la température de Fermi, et la vitesse critique de Landau, vitesse limite du superfluide avant de perdre sa superfluidité, l'est aussi. Son étude pourrait donc éclaircir la physique des superfluides à haute température critique, comme les supraconducteurs à haute température critique. Elle pourrait aussi s'appliquer à d'autres systèmes contenant des fermions en interaction forte, comme les étoiles à neutrons et les noyaux atomiques.

## Ensembles de fermions déséquilibrés
Le cas où le nombre d'atomes dans un état de spin diffère du nombre d'atomes dans l'autre état de spin est encore plus complexe, étant donné que la plupart des théories existantes concernant les ensembles de fermions en interaction reposent sur la possibilité d'apparier les fermions d'états internes différents. Le groupe de W. Ketterle a mis en évidence la limite de Chandrasekhar-Clogston, c'est-à-dire le déséquilibre de populations critique qui détruit la superfluidité du condensat, même à température nulle,.